# درويش بن حيدر الحرفوشي
الأمير درويش بن حيدر بن إسماعيل الحرفوشي البعلبكي الخزاعي، من أمراء الحرافشة الذين تولوا الحكم في بعلبك وشرقي البقاع اللبناني وحكموا ما يقارب من ثلاثة قرون ونصف من العام 1497م حتى 1865م، تاريخ القبض على الأمير سلمان وقتله.

## عائلته

### والده
- الأمير حيدر الحرفوشي

### أعمامه
- الأمير مصطفى الحرفوشي قتل عام 1784م
- الأمير حسين بن إسماعيل الحرفوشي قتل عام 1750م
- الأمير محمود بن إسماعيل الحرفوش[2]

### إخوته
- الأمير قاسم بن حيدر الحرفوشي

## أحواله
لما توفي والده الأمير حيدر الحرفوشي عام 1780 ميلادي، تولى مكانه الأمير مصطفى فقصد الأمير درويش بن حيدر إلى الأمير يوسف الشهابي بهدف تعيينه مكان عمه فخيّب الاخير ظنه.

ثم قصد ظاهر العمر في عكا فتوسط له عند الأمير يوسف الشهابي فعيّنه على بعض القرى في بعلبك.